# Mite Cikarski
Mite Cikarski (in macedone Мите Цикарски?; Strumica, 6 gennaio 1993) è un calciatore macedone, difensore del Vardar.

## Carriera

### Club
L'11 agosto 2016 viene acquistato a titolo definitivo dalla squadra cipriota dell'Ethnikos Achnas.

### Nazionale
Ha giocato nelle nazionali giovanili macedoni Under-19 ed Under-21.
Debutta con la nazionale maggiore il 14 dicembre 2012 nella partita amichevole, terminata con una sconfitta per 4-1 contro la Polonia.

## Palmarès

### Club

#### Competizioni nazionali
- Campionato macedone: 2

Vardar: 2011-2012, 2012-2013
- Supercoppa di Macedonia: 1

Vardar: 2013
- Coppa di Macedonia: 2

Rabotnički: 2014-2015
Vardar: 2024-2025